# Преципитация (химия)
Вижте пояснителната страница за други значения на Преципитация.
Преципитацията представлява отлагане на твърда фаза от разтвор като резултат от протичане на химическа реакция или на променени физични условия, например въздействие с реагент или понижаване на температурата. Причината е, че при понижена температура разтворимостта на веществата в дадената среда спада и се получава преситен разтвор. Обикновено преципитират минерални соли или неразтворими в дадената среда карбонати, хлориди, карбиди, нитрати и др. съединения.
В зависимост от средата наблюдаваме газова (паро-газово отлагане), течна (отделяне на утайка) или твърда (отделяне на вещества вътре в преситения твърд разтвор).
Преципитацията се използва в химическия анализ за отделяне на съединения и елементи, на което се основават качественият и количественият химичен анализ.

## Примери
- Получаване на тънки повърхностни слоеве чрез Паро-газово отлагане
- Реакция на сребърното огледало
- Образуване на някои седиментни скали в природата, например травертин
- Отделяне на карбиди в преситен твърд разтвор на закалена стомана